# Emmanuel Okoduwa

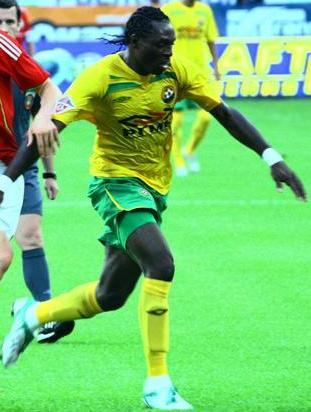
Emmanuel Okoduwa (2009)

Emmanuel Osei Okoduwa (Nigeria, 21 november 1983) is een voormalig Nigeriaanse profvoetballer die als aanvaller speelde. In 2006 kwam hij eenmalig uit voor het Nigeriaans voetbalelftal.
Hij speelde bij de Oekraïense clubs Vorskla Poltava, Arsenal Kiev, Sjachtar Donetsk en Metallurg Donetsk, evenals - zij het slechts voor een korte periode - bij de Russische club FK Koeban Krasnodar, alvorens tijdens de winterstop van het seizoen 2007-2008 te verhuizen naar Germinal Beerschot uit België. In mei 2008 ondertekende Okoduwa een vierjarige verbintenis met Dinamo Kiev. Hij werd verhuurd aan het Russische Koeban Krasnodar en het Cypriotische AEK Larnaca. In 2012 besloot hij zijn loopbaan bij Enosis Neon Paralimni.
Zijn meest succesvolle periode kende hij tot hiertoe bij Arsenal Kiev tussen 2002 en 2006, waar hij in 100 wedstrijden 32 doelpunten scoorde.

## Spelerstatistieken
| seizoen    | club                | land     | competitie     | wed. | goals |
| ---------- | ------------------- | -------- | -------------- | ---- | ----- |
| 2001-02    | Vorskla Poltava     | Oekraïne | Vysjtsja Liha  | 13   | 3     |
| 2002-03    | Arsenal Kiev        | Oekraïne | Vysjtsja Liha  | 26   | 7     |
| 2003-04    | Arsenal Kiev        | Oekraïne | Vysjtsja Liha  | 21   | 2     |
| 2004-05    | Arsenal Kiev        | Oekraïne | Vysjtsja Liha  | 24   | 8     |
| 2005-06    | Arsenal Kiev        | Oekraïne | Vysjtsja Liha  | 28   | 15    |
| 2005-06    | Sjachtar Donetsk    | Oekraïne | Vysjtsja Liha  | 3    | 0     |
| 2006-07    | Metallurg Donetsk   | Oekraïne | Vysjtsja Liha  | 7    | 1     |
| 2006-07    | FK Koeban Krasnodar | Rusland  | Premjer-Liga   | 8    | 1     |
| 2007-08    | Germinal Beerschot  | België   | Jupiler League | 4    | 0     |
| Bijgewerkt | 17-05-08            |          |                |      |       |